# Steiner Simon
Steiner Simon (Temesvár, 1856. július 13. – Temesvár, 1924.) erdélyi magyar matematikai és fizikai szakíró.

## Élete, munkássága
Középfokú tanulmányait szülővárosában végezte, majd matematikából és fizikából szerzett tanári oklevelet a budapesti egyetemen. Bölcsészeti doktorátusa is volt. Makón, az állami főgimnáziumban, majd a temesvári állami főreáliskolában tanított 1919-ig. Mivel nem tette le a román állampolgári hűségesküt, haláláig a temesvári Zsidó Líceumban működött tanárként. Sok tanulmányt írt és közölt szaklapokban.

## Kötetei
- A reciprok poláris kúpszeletek nevezetesebb tulajdonságai (Temesvár, 1884);
- Népszerű csillagászati értekezések (Temesvár, 1893).